# Liste der Baudenkmale in Oldenburg (Oldb) – Achternstraße
In der Liste der Baudenkmale in Oldenburg (Oldb) – Achternstraße stehen alle Baudenkmale der Achternstraße in Oldenburg (Oldb).  Die Quelle der IDs und der Beschreibungen ist der Denkmalatlas Niedersachsen.
Der Stand der Liste ist das Jahr 2022.

## Allgemein
In den Spalten befinden sich folgende Informationen:
- Lage: die Adresse des Baudenkmales und die geographischen Koordinaten. Kartenansicht, um Koordinaten zu setzen. In der Kartenansicht sind Baudenkmale ohne Koordinaten mit einem roten Marker dargestellt und können in der Karte gesetzt werden. Baudenkmale ohne Bild sind mit einem blauen Marker gekennzeichnet, Baudenkmale mit Bild mit einem grünen Marker.
- Bezeichnung: Bezeichnung des Baudenkmales
- Beschreibung: die Beschreibung des Baudenkmales. Unter § 3 Abs. 2 NDSchG werden Einzeldenkmale und unter § 3 Abs. 3 NDSchG Gruppen baulicher Anlagen und deren Bestandteile ausgewiesen.
- ID: die Objekt-ID des Baudenkmales
- Bild: ein Bild des Baudenkmales, ggf. zusätzlich mit einem Link zu weiteren Fotos des Baudenkmals im Medienarchiv Wikimedia Commons. Wenn man auf das Kamerasymbol klickt, können Fotos zu Baudenkmalen aus dieser Liste hochgeladen werden:

Zurück zur Hauptliste
| Lage                                             | Bezeichnung          | Beschreibung | ID       | Bild |
| ------------------------------------------------ | -------------------- | --- | -------- | ---- |
| Achternstraße 8 53° 8′ 29″ N, 8° 12′ 52″ O       | Wohn-/ Geschäftshaus | Zweigeschossiges,giebelständiges Fachwerkgebäude unter sehr hohem Satteldach. Straßengiebel wohl ursprünglich zweimal vorkragend, heute vorgeblendete Ziegelfassade. Um 1900 (Bauanträge von 1898 und 1905, im Kern um 1670(d). | 39038835 | BW   |
| Achternstraße 8 53° 8′ 29″ N, 8° 12′ 52″ O       | Hinterhaus           | Fachwerkgebäude mit Satteldach. | 39038888 | BW   |
| Achternstraße 18 53° 8′ 30″ N, 8° 12′ 49″ O      | Wohn-/ Geschäftshaus | Dreigeschossiger Putzbau von drei Achsen unter Mansarddach mit Fassaden zur Langen Straße und zur Achternstraße. Erdgeschoss mit modern verändertem Ladeneinbau. Moderne Dachgaupen. Putzgliederung, zur Langen Straße geschossteilende Gesimse, in den Obergeschossen Kantenpilaster und Pilasterrahmung der mittleren Achse sowie Fensterrahmungen, im 1. OG Balusterbrüstungen, Hermenpilaster und Ädikulen mit Segmentbogen, im 2. OG mittig Ädikula; Traufgesims mit Rankenfries und Zahnschnitt, Mittelachse mit Konsolen und darum verkröpftem Gesims. Zur Achternstraße nur horizontale Fugen, geschossteilende Gesimse, Fensterrahmungen und Traufgesims mit Zahnschnitt. Erbaut 1881. | 37451999 | BW   |
| Achternstraße 19 53° 8′ 30″ N, 8° 12′ 49″ O      | Wohn-/ Geschäftshaus | Viergeschossiger Backsteinbau von drei Achsen mit Fassaden zur Langen Straße und Achternstraße unter Walmdach. Zur Langen Straße ehemals dreigeschossig mit Segmentbogenöffnungen und im 1. Obergeschoss mittigem Erker, erhalten nur vier breite kolossale Lisenen, Ladeneinbau in den ersten beiden Geschossen und Fenster mit Brüstungen im 2. und 3. OG modern. Kranzgesims auf Konsolen und darüber mittig zwerchgiebelartig ausgezogener Drempel von vier Fensterachsen zwischen Volutenpilastern. Zur Achternstraße Erdgeschoss mit modern verändertem Ladeneinbau, darüber ebenfalls kolossale Lisenen, in der hinteren Wandschicht Segmentbogenfenster. Mittig Zwerchhaus von zwei Achsen unter Walmdach. Horizontale Bänderung und stilisierte Ornamente in farbig glasierten Backsteinen. Erbaut 1889, Architekt: Ludwig Klingenberg, Umbauten 1958, 1965, 1972 und 1990. | 37475753 | BW   |
| Achternstraße 26 53° 8′ 23″ N, 8° 12′ 55″ O      | Wohn-/ Geschäftshaus | Dreigeschossiger, dreiachsiger Putzbau mit aufwändigem Kranzgesims und Fensterverdachungen im ersten Obergeschoss. Ehemaliger Ladeneinbau im Erdgeschoss stark verändert. Erbaut 1869 als Buchhandlung von Architekten Früstück. | 37419325 | BW   |
| Achternstraße 29 53° 8′ 22″ N, 8° 12′ 55″ O      | Wohn-/ Geschäftshaus | Dreigeschossiger, traufständiger Putzbau mit reichen Putz-/Stuckgliederungen im 1. und 2. Obergeschoss. Im Erdgeschoss moderner Ladeneinbau, 3. Obergeschoss nachträglich aufgestockt. Erbaut 1887 für Hermann Heinrich von Seggern. | 37453410 | BW   |
| Achternstraße 30 / 31 53° 8′ 22″ N, 8° 12′ 55″ O | Wohn-/ Geschäftshaus | Dreigeschossiger Massivbau mit Rohziegelverblender unter Mansarddach mit markantem Turmerker an der Ecke zur Ritterstraße. Verputzter Fassaden-Dekor in Neorenaissanceformen, beispielsweise Fensterzonen mit Pilastergliederungen. Erdgeschoss mit moderne Ladeneinbauten. Erbaut 1898. | 37453432 | BW   |
| Achternstraße 32 53° 8′ 22″ N, 8° 12′ 55″ O      | Wohn-/ Geschäftshaus | Dreigeschossiger, verputzter Massivbau mit ausgebautem Walmdach an der Ecke Ritterstraße. Beide Fassaden mit reichem Dekor in Neorenaissanceformen. Umlaufende Gesimse, rustizierte Obergeschosse, erstes Obergeschoss durch alternierende segmentbogige und dreieckige Fensterverdachungen hervorgehoben. Erbaut 1882 (Architekt und Bauherr: F.W. Logemann). | 37453366 | BW   |
| Achternstraße 32a 53° 8′ 21″ N, 8° 12′ 55″ O     | Wohn-/ Geschäftshaus | Dreigeschossiger, zweiachsiger Putzbau mit Walmdach. Die beiden OG mit Pilastergliederung und Rundbogenfenstern. Erdgeschosszone mit modernem Ladeneinbau. | 37453388 | BW   |
| Achternstraße 33 53° 8′ 21″ N, 8° 12′ 54″ O      | Wohn-/ Geschäftshaus | Dreigeschossiger Putzbau mit Horizontalgliederungen und flacher Erkervorlage an rechter Hausgrenze. Am Markt Runderker über dem Eingang. Schweifgiebel mit Wappenkartusche an der Marktseite? 1909/10 von den Architekten A. und C. Westerholt errichtet. Ab 1911 erstes Bürohaus der Oldenburgischen Brandkasse. | 37419192 | BW   |
| Achternstraße 38 53° 8′ 23″ N, 8° 12′ 54″ O      | Wohn-/ Geschäftshaus | Dreigeschossiger Putzbau unter Mansarddach mit weitauskragendem Traufgesims. Jugendstildekor mit Pilasterordnung sowie abgerundete Eckgestaltung zur Baumgartenstraße. Im Erdgeschoss moderne Ladenzone. Erbaut 1911 für Kaufmann Lion Bokotzer von Baurat Heinrich Früstück. | 37419344 | BW   |
| Achternstraße 40 53° 8′ 24″ N, 8° 12′ 52″ O      | Hinterhaus           | Weit von der Straßenflucht zurückgesetzt. Zweigeschossiger Fachwerkbau in Geschossbauweise mit Ziegelausfachungen und Satteldach, Dachhäuschen mit Aufzugsluke. Gefüge stark verändert, Sockel massiv, zweiflügelige Tür 19. Jahrhundert; im Kern Ende 17. Jahrhundert, Umbau 1911. | 37419364 | BW   |
| Achternstraße 42 / 43 53° 8′ 24″ N, 8° 12′ 53″ O | Wohn-/ Geschäftshaus | Dreigeschossiger, vierachsiger Putzbau unter Mansardwalmdach mit Zwerchhaus von 1910. Gliederung mit Jugendstildekor und geschossübergreifende Pilasterordnung. Ladenzone neu. Architekt: Fritz Hegeler | 37453456 | BW   |
| Achternstraße 44 / 45 53° 8′ 24″ N, 8° 12′ 52″ O | Wohn-/ Geschäftshaus | Dreigeschossiger, fünfachsiger Putzbau unter Mansarddach mit mittigem Erker im 1. Obergeschoss: Vertiefte Fensterfelder über beide Obergeschosse. Im Kern wohl 19. Jh.; 1909 Umbau durch Architekt Heinrich Schelling. | 37453478 | BW   |
| Achternstraße 49 / 50 53° 8′ 26″ N, 8° 12′ 52″ O | Wohn-/ Geschäftshaus | Dreigeschossiger, traufständiger Putzbau unter Satteldach mit geschweifter Giebelseite zur Schüttingstraße. Im Kern 1859, Fassadengestaltung 1910. Ladenzone im Erdgeschoss erneuert. | 37453500 |      |
| Achternstraße 51 53° 8′ 26″ N, 8° 12′ 52″ O      | Wohn-/ Geschäftshaus | Dreigeschossiger, traufständiger Ziegelbau unter schiefergedecktem Walmdach mit überhöhtem Mittelerker in den Obergeschossen. Reiche Putz- u. Sandsteindekorationen in Formen der Neorenaissance. Rundbogige Ladenzone. Erbaut 1890 von Ludwig Klingenberg. | 37453522 | BW   |
| Achternstraße 52 53° 8′ 27″ N, 8° 12′ 52″ O      | Wohn-/ Geschäftshaus | dreigeschossiger, traufständiger Massivbau mit Mezzaningeschoss unter Walmdach. Reiche Putz-/Stuckdekoration. Außermittiger Erker im 1. OG mit Balkon im 2. OG. Erbaut 1888, Ladenzone verändert. | 37453545 | BW   |
| Achternstraße 53 / 54 53° 8′ 27″ N, 8° 12′ 52″ O | Wohn-/ Geschäftshaus | Langgestreckter dreigeschossiger Ziegelbau unter Walmdach mit Putz-/ Stuckgliederungen. Beidseitig außermittige Erker im 1. OG. Erbaut 1908 nach Zusammenlegung der Grundstücke. Architekt: Louis Sievers. Ladenzone neu. | 37453568 | BW   |
| Achternstraße 55 53° 8′ 27″ N, 8° 12′ 51″ O      | Wohn-/ Geschäftshaus | Zweigeschossiger traufständiger Ziegelbau mit Putzgliederungen unter schiefergedecktem Mansarddach mit übergiebeltem Dachhaus. Erbaut 1899 (Louis Sievers); Ladenzone umgebaut, Stützen original. | 37453590 | BW   |
| Achternstraße 56 53° 8′ 28″ N, 8° 12′ 51″ O      | Wohn-/ Geschäftshaus | Dreigeschossiger traufständiger Putzbau mit klassizistischen Putz-/ Stuckgliederungen unter Walmdach. Rechte Fensterachse 1. OG Balkon mit gursseisernem Gitter. 1868 von Hofbaumeister Gerhard Schnitger errichtet. Ladenzone verändert. | 37453612 | BW   |
| Achternstraße 62 53° 8′ 29″ N, 8° 12′ 50″ O      | Wohn-/ Geschäftshaus | Dreigeschossiger,zweiachsiger Putzbau von 1897 mit reichem Neorenaissance-Dekor. Ladenzone im Erdgeschoss später verändert. | 37453634 | BW   |
| Achternstraße 63 53° 8′ 29″ N, 8° 12′ 50″ O      | Wohn-/ Geschäftshaus | Dreigeschossiger,dreiachsiger Putzbau mit reichem Neorenaissance-Dekor. Architekt: Wilhelm Meyer. Ladenzone im Erdgeschoss später verändert. | 37453656 | BW   |
| Achternstraße 69 53° 8′ 31″ N, 8° 12′ 49″ O      | Wohn-/ Geschäftshaus | Markanter Eckbau unter Walmdach als point de vue in der Straßengabelung Lange Straße / Achternstraße. Dreigeschossiger Massivbau mit Ziegelverblendung, Pilastergliederung, Eckquaderung und kräftiges Traufgesims. Straßenseitig jeweils ein mittiger zweigeschossiger ehemals helmbekrönter Erker. An der Stirnfassade hier links und rechts anschließende Balkone mit vorgewölbten schmiedeeisernen Brüstungen. | 37453726 | BW   |